# Terrorist Threats
Terrorist Threats é o segundo e último álbum do grupo Westside Connection, lançado em 2003 através do selo de Mack 10 Hoo-Bangin' Records. O álbum se tornou popular com o single "Gangsta Nation" e foi certificado Ouro.
Keith David fala na faixa de introdução "Threat to the World," e em partes de "Potential Victims" e "Gangsta Nation". O álbum foi lançado em vinil e em Enhanced CD que apresenta uma entrevista e um videoclipe. O álbum atingiu a posição #16 na Billboard 200 com 136.000 cópias vendidas. Vendeu no total 679.000 cópias.

## Lista de faixas
| #  | Título                                                            | Produtor(es)              |
| -- | ----------------------------------------------------------------- | ------------------------- |
| 1  | "A Threat to the World" (Intro) (featuring Keith David)           | *Interlude*               |
| 2  | "Call 9-1-1"                                                      | Young Tre                 |
| 3  | "Potential Victims" (featuring Keith David)                       | Young Tre                 |
| 4  | "Gangsta Nation" (featuring Nate Dogg and Keith David)            | Fredwreck                 |
| 5  | "Get Ignit"                                                       | Ron "NEFF-U" Feemstar     |
| 6  | "Pimp the System" (featuring Butch Cassidy)                       | Pockets, Rashad Coes      |
| 7  | "Don't Get Outta Pocket" (featuring K-Mac)                        | Young Tre                 |
| 8  | "Izm"                                                             | Bruce Waynne, Dirty Swift |
| 9  | "So Many Rappers in Love"                                         | Pockets, Rashad Coes      |
| 10 | "Lights Out" (featuring Knoc-turn'al)                             | Damizza                   |
| 11 | "Bangin' at the Party" (featuring K-Mac, Skoop and Young Soprano) | DJ Jamal, Sir Jinx        |
| 12 | "You Gotta Have Heart"                                            | Bruce Waynne, Dirty Swift |
| 13 | "Terrorist Threats"                                               | Big Tank                  |
| 14 | "Superstar (Double Murder = Double Platinum)"                     | Megahertz                 |
| 15 | "Ain't No Luv in the Westside"                                    | Sir Jinx                  |